# Нановспышки

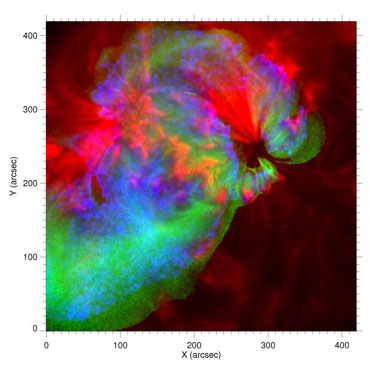
"Карта распределения температур, представленная в искусственных цветах, показывает активную область AR10923 на Солнце, вблизи центра диска Солнца. Синие области показывают наличие плазмы с температурой около 10 млн K." Из статьи Reale и др. (2009), NASA.

Нановспышки (англ. Nanoflares) — малые эпизодические случаи нагревания, происходящие в солнечной короне, внешней части атмосферы Солнца.  
Гипотеза о том, что микровспышки могут объяснять нагрев короны, впервые была предложена Томасом Голдом и затем развита Юджином Паркером.
Согласно Паркеру, нановспышка происходит при пересоединении магнитных линий, при этом часть энергии солнечного магнитного поля переводится в энергию движения плазмы. Движение плазмы (представляемое как движение жидкости) происходит на таких малых пространственных масштабах, что быстро подавляется турбулентностью и вязкостью. В таком случае энергия быстро переводится в тепло и переносится свободными электронами вдоль линий магнитного поля ближе к месту образования вспышки. Для нагрева области рентгеновского излучения с угловым размером 1" x 1" необходимо, чтобы нановспышки энергии 1017 Дж происходили каждые 20 секунд; 1000 нановспышек в секунду должны происходить в крупной активной области размерами
105 x 105 км2. На основе данной теории излучение, приходящее от большой вспышки, может создаваться серией нановспышек, не наблюдающихся по отдельности.
Модель нановспышек долгое время испытывала недостаток наблюдательных данных. Моделирование предсказывало, что нановспышки создают горячую (~10 млн K) компоненту наблюдаемого излучения. К сожалению, современные инструменты, такие как  Extreme-Ultraviolet Imaging Spectrometer на борту спутника Hinode, недостаточно чувствительны в области спектра, в которой образуется это слабое излучение, что делает прямое обнаружение нанвспышек невозможным. Недавние данные с ракеты EUNIS предоставили свидетельства существования плазмы с температурой около 9 млн К, не участвующей во вспышках, в ядрах активных областей.

## Нановспышки и активность короны

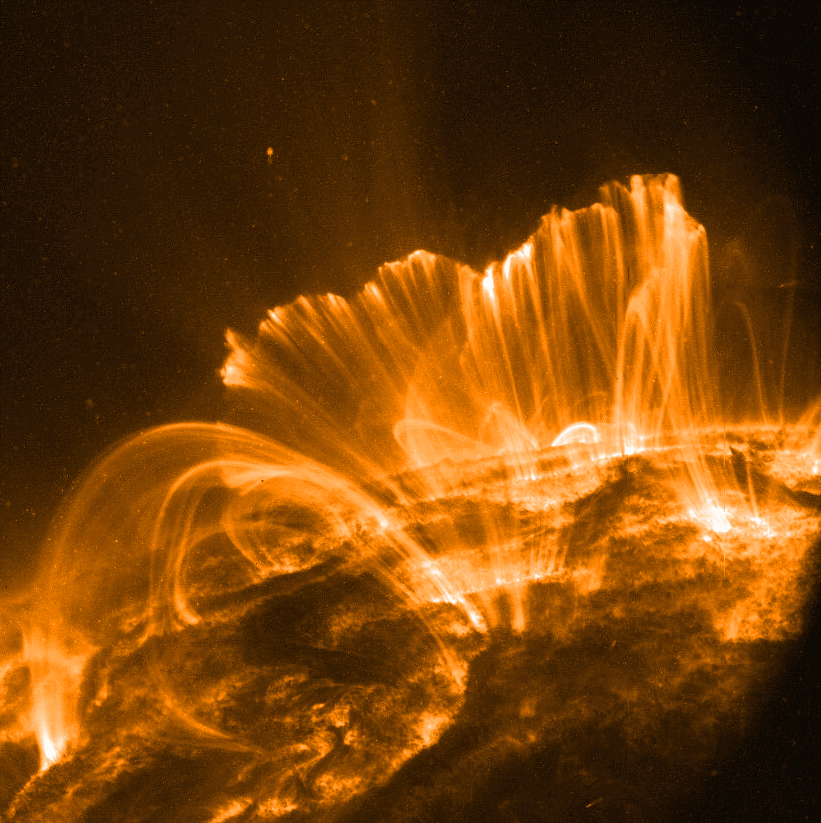
Типичные вспыхивающие корональные петли, наблюдавшиеся на инструменте TRACE в ультрафиолетовой части спектра.

Наблюдения на телескопах позволяют предполагать, что солнечное магнитное поле, с точки зрения теории вмороженное в плазму фотосферы, простирается в корону в виде полукруговых структур. Такие корональные петли, наблюдающиеся в экстремальном ультрафиолете и рентгеновском диапазоне, содержат очень горячую плазму, с температурой в несколько миллионов градусов.
Многие трубки потока относительно устойчивы, исходя из наблюдений в мягком рентгеновском диапазоне, в котором излучение трубок проходит с постоянным темпом. Однако довольно часто наблюдаются уярчения, маленькие вспышки, яркие точки и выбросы массы, особенно в активных областях. Такие проявления солнечной активности астрофизики связывают с явлениями релаксации напряжённого магнитного поля, в течение которой часть энергии магнитного поля переходит в кинетическую энергию частиц (нагрев); переход энергии может происходить при диссипации потока, нагреве или нетепловых процессах в плазме.
Обычно вспышки пытаются объяснить процессами магнитного пересоединения. Вероятно, происходит не один крупномасштабный эпизод пересоединения, а цепочка каскадных пересоединений. Теория нановспышек предполагает, что такие явления перезамыкания магнитных линий, происходящие в одно время в маленькой области короны, очень многочисленны, и каждая из них вносит крайне малый вклад в полную энергию крупномасштабного события. Сами по себе нановспышки похожи друг на друга, располагаются близко как в пространстве, так и во времени, эффективно нагревают корону и участвуют во многих явлениях солнечной магнитной активности.
Эпизодический нагрев часто наблюдается в активных областях, включая масштабные явления типа солнечных вспышек и корональных выбросов массы; он может быть вызван каскадными эффектами, похожими на те, что описываются математическими теориями катастроф. В гипотезе о том, что солнечная корона находится в состоянии самоорганизованной критичности, напряжение магнитного поля усиливается до тех пор, пока малое возмущение не приведёт к возникновению многих неустойчивостей, одновременно действующих наподобие лавины.
Один из экспериментальных результатов, часто приводимый в качестве доказательства теории нановспышек, состоит в том, что распределение числа вспышек, наблюдаемых в жёстком рентгеновском диапазоне, является степенной функцией с отрицательным показателем от энергии. Достаточно большой показатель степени в законе распределения приведёт к тому, что наименьшие явления будут создавать значительную часть энергии. В области энергий обычных вспышек показатель степени равен -1.8

. В действительности необходим показатель больше 2 для того, чтобы активность солнечной короны могла поддерживаться нановспышками.

## Нановспышки и нагрев короны

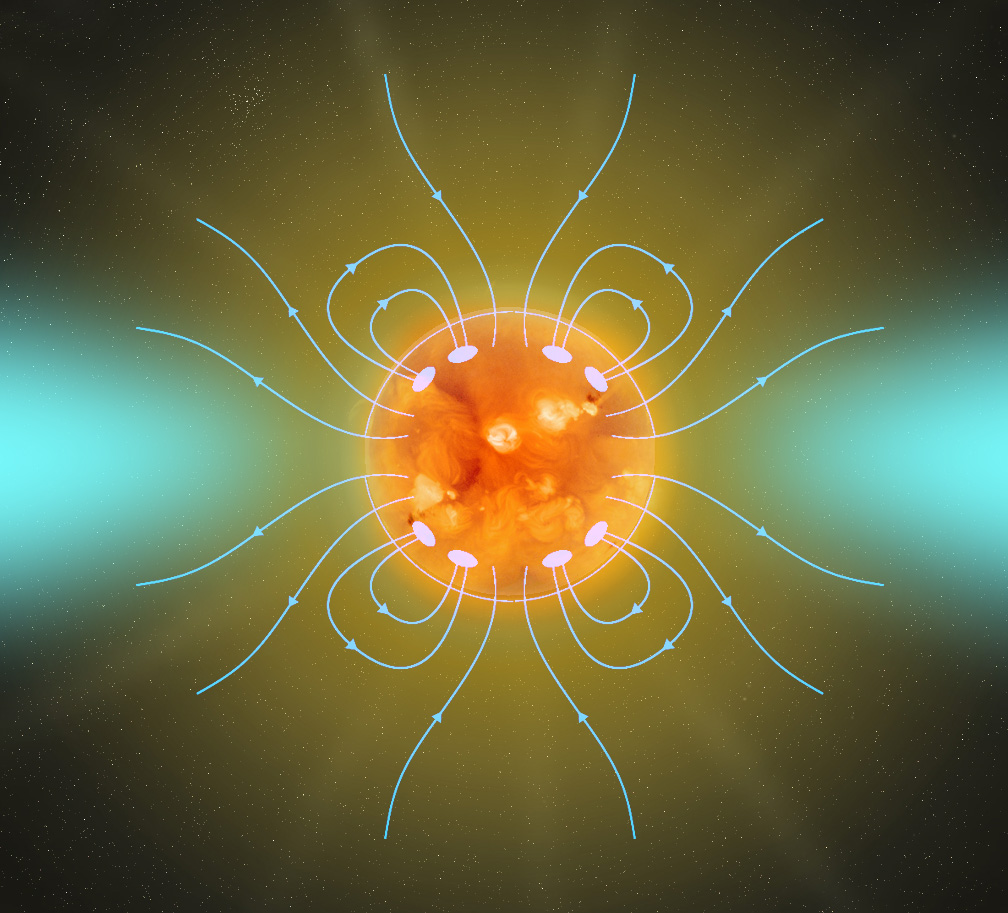
Линии магнитного поля Солнца

Проблема нагрева солнечной короны до сих пор не разрешена, хотя исследования продолжаются и были найдены свидетельства нановспышек в солнечной короне. Количество энергии, хранящейся в солнечном магнитном поле, может хватать для нагрева короны, достаточного для поддержания плазмы при данной температуре и устойчивости относительно потерь короны на излучение.
Излучение представляет собой не единственный механизм потери энергии в короне: поскольку плазма находится в состоянии высокой степени ионизации и магнитное поле упорядочено, то теплопроводность также может способствовать переносу энергии. Потери энергии при теплопроводности такие же по величине, как и потери в короне. Выделившаяся в короне энергия, не испущенная вовне, может опускаться обратно в хромосферу вдоль арок. В переходной области, где температура составляет 104 -105 K, потери на излучение слишком велики, чтобы их уравновешивал любой другой механический нагрев. Градиент в области высоких температур повышает поток для пополнения высвеченной энергии. Другими словами, переходная область является зоной настолько быстрого изменения параметров  (температура меняется от 100 тыс. K до 1 млн K на масштабах расстояния порядка 100 км), поскольку тепловой поток из более высокой и горячей атмосферы уравновешивает потери на излучение, что показывают многие эмиссионные линии, формирующиеся от ионизованных атомов  (кислород, углерод, железо и т.д.).
Конвекция в Солнце может поддерживать необходимый нагрев, но в не до конца известной форме. В действительности до сих пор неясно, как энергия передаётся из хромосферы (где она может поглощаться и переизлучаться), а затем диссипирует в короне, а не превращается в солнечный ветер. Более того, неизвестно, где точно происходит переход энергии: в нижней части короны или в основном в высокой короне, где линии магнитного поля уходят в гелиосферу, позволяя частицам солнечного ветра перемещаться от Солнца по Солнечной системе.
Важность магнитного поля признана учёными: существует чёткая связь между активными областями, в которых повышен поток излучения (особенно в рентгеновском диапазоне), и областями интенсивного магнитного поля.
Проблема нагрева короны усложняется тем фактом, что разные особенности короны требуют различных энергий. Сложно поверить, что такие динамичные и высокоэнергетические явления как вспышки и корональные выбросы массы обладают одним и тем же источником энергии со стабильными структурами, покрывающими крупные области на Солнце: если бы нановспышки нагревали всю корону, то они должны были бы равномерно распределяться, вызывая равномерный нагрев. Сами по себе вспышки – и микровспышки, при подробном рассмотрении имеющие схожую природу – очень прерывисто распределены в пространстве и времени и не могут быть связаны с постоянным нагревом. С другой стороны, для того, чтобы объяснить быстрые и высокоэнергетические явления типа солнечных вспышек необходима упорядоченность магнитного поля на расстояниях порядка метра.

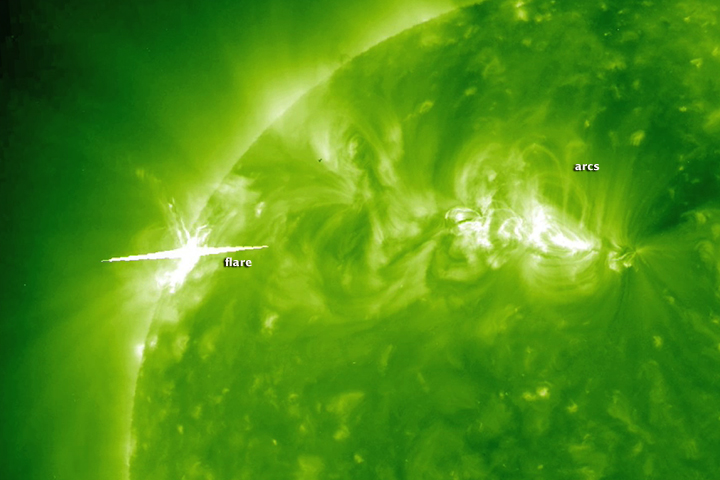
Солнечная вспышка и корональный выброс массы (STEREO)

Альвеновские волны, создаваемые конвективными движениями в фотосфере, могут двигаться через хромосферу и переходную область, перенося поток энергии, сопоставимый с необходимым для поддержания температуры короны. Цуги волн, наблюдающиеся в высокой части хромосферы и в нижней части переходной области, имеют периоды  3-5 минут. Эти значения превышают промежутки времени, за которые альвеновские волны пересекают корональную петлю. Это означает, что большая часть механизмов диссипации может предоставлять достаточно энергии только на расстояниях, превышающих расстояние до солнечной короны. Вероятно, альвеновские волны ответственны за ускорение солнечного ветра в корональных дырах.
Теория микро-нановспышек, изначально разработанная Паркером, является одной из теорий, объясняющей нагрев короны как диссипацию электрических токов, создаваемых при спонтанной релаксации магнитного поля к состоянию с меньшей энергией. Магнитная энергия переводится в нагрев. Переплетение линий магнитных потоков в короне приводит к явлениям магнитного пересоединения с последующим изменением магнитного поля на малых пространственных масштабах без изменения магнитного поля на крупных масштабах. В такой теории можно объяснить, почему корональные петли устойчивые и в то же время настолько горячие.
Диссипация из-за токов может служить альтернативным объяснением активности короны. Многие годы пересоединение магнитных линий считалось главным источником мощности для солнечных вспышек. Однако такой механизм нагрева не очень эффективен в крупных потоковых слоях, при этом большая энергия выделяется в турбулентном режиме, когда нановспышки происходят на гораздо меньших масштабах, где нелинейными эффектами пренебрегать нельзя.